# Yutaka Azuma
Yutaka Azuma (東 泰 Azuma Yutaka?, nacido el 21 de septiembre de 1967 en Tokushima) es un exfutbolista japonés que se desempeñaba como centrocampista y entrenador.

## Clubes

### Como futbolista
| Club          | País  | Año         |
| ------------- | ----- | ----------- |
| Toyota Motors | Japón | 1986 - 1992 |

### Como entrenador
| Club             | País  | Año  |
| ---------------- | ----- | ---- |
| Tokushima Vortis | Japón | 2006 |